# Charles Arnault
Pour les articles homonymes, voir Arnault.
Pour l’article ayant un titre homophone, voir Charles Arnaud (architecte).
Charles Arnault, né le 23 novembre 1890 à Cholet (Maine-et-Loire) et mort le 15 février 1950 dans cette même ville, est un architecte, artiste et historien français, spécialisé dans l'étude de l'histoire de sa ville natale.

## Biographie
Charles Auguste Eugène Marie Arnault, né à Cholet le 23 novembre 1890, est le fils de Charles François Arnault (1858-1947), tapissier-ébéniste et fabricant de meubles, et de Justine Eugénie Retailleau.
Il est dans les premiers élèves à faire ses études au lycée Sainte-Marie de Cholet, construit en 1901. Il est titulaire du baccalauréat (humanités classiques grec et latin). Archiviste né, il n'a toutefois pas étudié à l'École nationale des chartes.
De la classe 1910, l'année de sa mobilisation, il habite 21, rue Saint-Antoine à Paris. Il fait l'objet de sursis et en 1914 est ajourné pour tuberculose pulmonaire par la commission spéciale de Cholet. Il s'engage en 1916 dans le 1er groupe d'aviation à Dijon comme secrétaire et dessinateur puis termine la Première Guerre mondiale au grade d'officier d'administration de 2e classe,.
Le 23 janvier 1922, il épouse Juliette Marie Antoinette Desgouttes. Il meurt à Cholet le 15 février 1950.

### Carrière
Doué pour tous les arts, son goût du dessin le conduit vers l'école des beaux-arts de Nantes. On lui connait de nombreux dessins au trait qu'il consacre, comme son père, aux coins les plus pittoresques de sa ville natale, dont de lui : les Calins, la tour de la rue des Vieux-Greniers, les maisons de tisserands, etc. Après la Première Guerre mondiale, il poursuit des études à Paris. Il y obtient son diplôme d'architecte en 1920. À cette période il aide son camarade Michel Roux-Spitz pour le Grand Prix de Rome.
En 1923, Charles Arnault est d'abord employé par Victor Rabjeau père avant d'ouvrir son propre cabinet d'architecte au 35, boulevard Chanzy à Cholet.
Prenant la suite de François Biron, il a été conservateur du musée de Cholet.

### Écrivain et conférencier
Selon le docteur Guilbert : « il travaillait activement à un ouvrage que nous attendions depuis longtemps : L'histoire de Cholet », mais Charles Arnault se soumettait aux exigences de l'histoire ; plutôt perfectionniste, estimant ses recherches insuffisamment abouties, par ailleurs mort trop tôt, à soixante ans, ses écrits, hors de nombreux articles, ne font l'objet d'aucun ouvrage édité par lui. Quelques années après, plusieurs auteurs font largement référence à certains de ses travaux, dont Élie Chamard, lui ayant survécu une vingtaine d'années, son cousin à la quatrième génération, reprend fréquemment ses travaux et le cite de nombreuses fois dans Vingt siècles d'histoire de Cholet. Charles Arnault laisse, entre autres, une magistrale étude sur l'urbanisme de Cholet.

## Publications
Parmi les articles qu'il écrit pour le Bulletin des sciences, lettres et beaux-arts,, on peut citer :

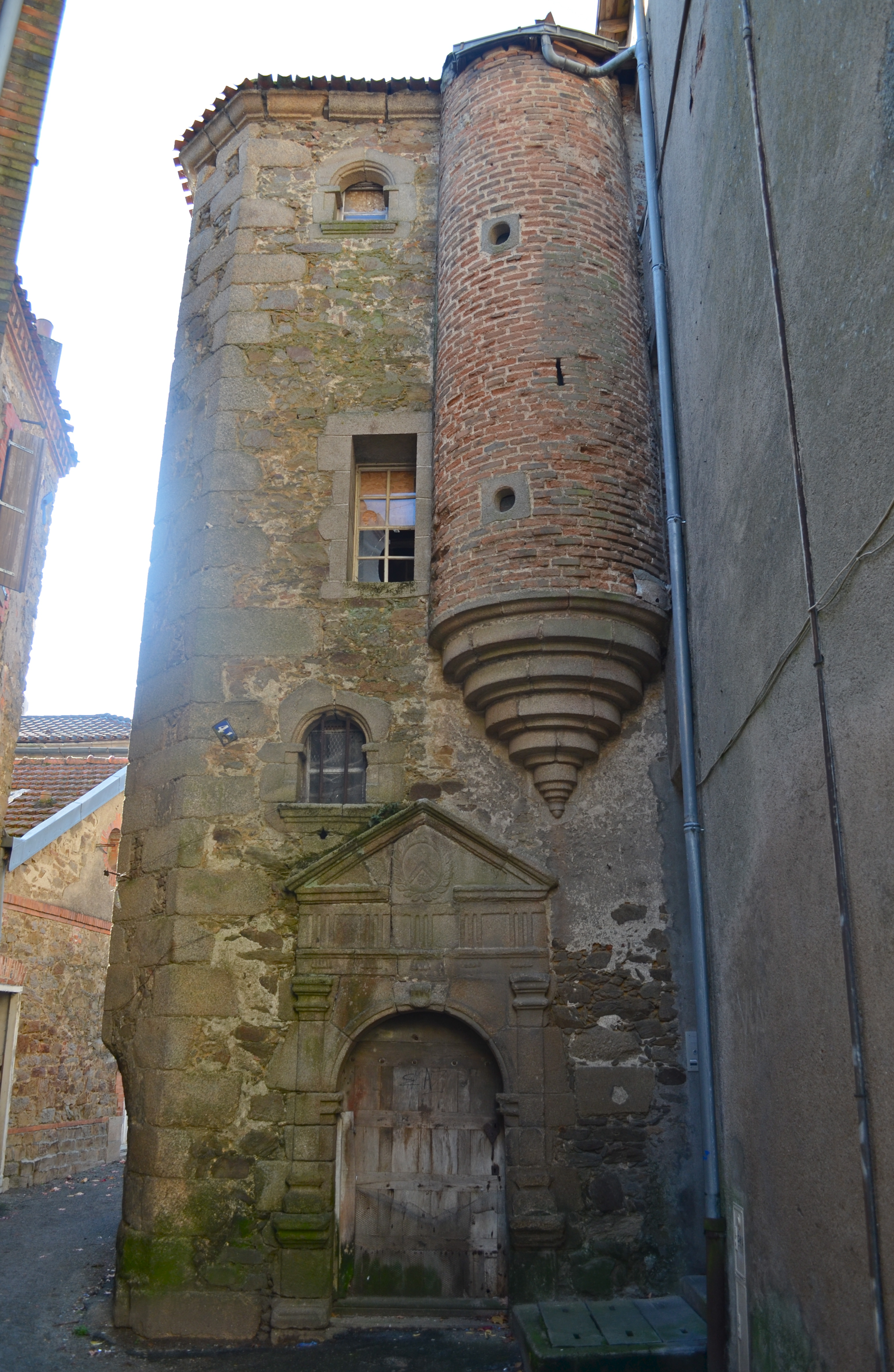
Tour dite du Grenier à sel, rue des Vieux Greniers à Cholet, qui contient l'escalier d'un ancien logis seigneurial.

- Thibault Carté, recteur de Saint-Pierre (1923, pages 32 à 51) ;
- Le presbytère Notre-Dame de Cholet (1924, pages 63 à 74) ;
- Collection Trémolières (1925, pages 23 à 27) ;
- Vieux souvenirs, vieilles demeures (1926, pages 51 à 70 ; 1934, pages 169 à 182 ; 1935, pages 209 à 259) ;
- L'invasion de la Vendée : La bataille de Torfou (1927-28, pages 30 à 105) ;
- L'héritage de Gilles de Rais (1929, pages 7 à 16) ;
- Un émule choletais de Nostradamus (Rouëllond de la Rouëllondière) (1931, pages 19 à 30) ;
- Documents sur l'insurrection vendéenne (1933, pages 299 à 322) ;
- Nos vieux cimetières (1935, pages 236 à 259) ;
- Le rôle d'un Syndicat d'initiative (1937, pages 163 à 172) ;
- Les souvenirs de Louise Barbier sur l'insurrection vendéenne (1937, pages 247 à 310) :
- Industrie et commerce de Cholet aux XVIe et XVIIe siècles (1939, pages 39 à 129)[16] ;
- Les conditions de la vie choletaise aux XVIe et XVIIe siècles (1940, pages 81 à 127) ;
- Les batailles autour de la Tremblaie 1793 (Cholet) (1941, pages 39 à 46) ;
- Questions Vendéennes (1945, pages 121 à 127 ; 1946, pages 127 à 141 ;1947, pages 142 à 157) ;
- Les journées de février 1848 à Cholet (1948, pages 79 à 91) ;
- Les trois châteaux de Cholet (1950, pages 29 à 36) ;
- Souvenirs de Cholet (1952, pages 177 à 186 ; 1953, pages 77 à 90 ; 1954 pages 63 à 71) ;
- Étude sur l'urbanisme de la ville de Cholet (1954, pages 137 à 200).

### Principales réalisations comme architecte
À Cholet on lui doit l’arrière de l’hôtel de La Poste de la rue de Pineau (1925-1933), la salle de sport de la Jeune-France (1930), la réalisation de l'aérogare du Pontreau (1935-1937), les bains-douches du boulevard de la Victoire, la chapelle de l'institution Sainte-Marie et un nombre important de belles demeures.

## Hommages
Une rue de Cholet porte le nom de l'architecte et érudit Charles Arnault.
Il consacre une grande partie de son temps dans les archives de la Société des sciences, lettres et arts de Cholet (SLA). Comme son père, il s'intéresse aux guerres de Vendée. Se référant à la tradition familiale, qui s'appuie sur l'avis de son ami Augustin Jeanneau, sa petite fille Chantal Leveau souligne : « Toutes ses études étaient marquées par le souci d'une impartialité absolue ».
Augustin Jeanneau ajoute : « On écoutait Charles Arnault sans se lasser… Il vérifiait ses textes avec scrupule et ses recherches aboutissaient à des trouvailles dont ont largement bénéficié ceux qui vinrent après lui… je crois qu'on n'a pas fait sa part à l'étendue de son érudition ».
Selon Gabriel Boussonnière : « La grande passion de Charles Arnaud, c'est l'histoire choletaise qu'il a raconté en détail grâce à ses travaux d'archiviste. Très accaparé par sa mission historiographique, il a moins construit que ses deux devanciers dont il est le fils spirituel ». On déduit notamment qu'il a mis tout son talent « à refaire l’hôtel particulier néo-gothique du maire, Francis Bouet, un havre de paix remarquable par sa décoration intérieure, son magnifique escalier ou son cabinet de travail entouré de vitraux ».
De l'architecte Maurice Laurentin on relève : « L'historien des Mauges fut d'abord un artiste », mais aussi : « Quand un concours mit les architectes choletais en parallèle, ce fut lui qui remporta le prix »,.
Michel Lefort s'attache, lors d'un entretien du 17 juillet 2019 à citer aussi en 1950, le président de la SLA, Roger Gourdon : « Charles Arnault l'ami de l'art, l'animateur de notre musée, l'historien de notre ville. La reconnaissance des choletais doit monter vers cet homme qui les a tant aimés ».
Au travers de l'avant propos de Jean-Christophe Mênard on relève : « Très jeune, le talentueux historien, inspiré par la fibre paternelle et les Sociétés Savantes très en vogue... devient le héraut passionné de sa ville, puis conservateur du Musée ».
Élie Chamard est de tous le mieux placé pour affirmer : « Charles Arnault aurait été le plus apte à écrire l'histoire de notre ville. On connaît son érudition et la probité du parfait historien qu'il était »,.